# Arcopal

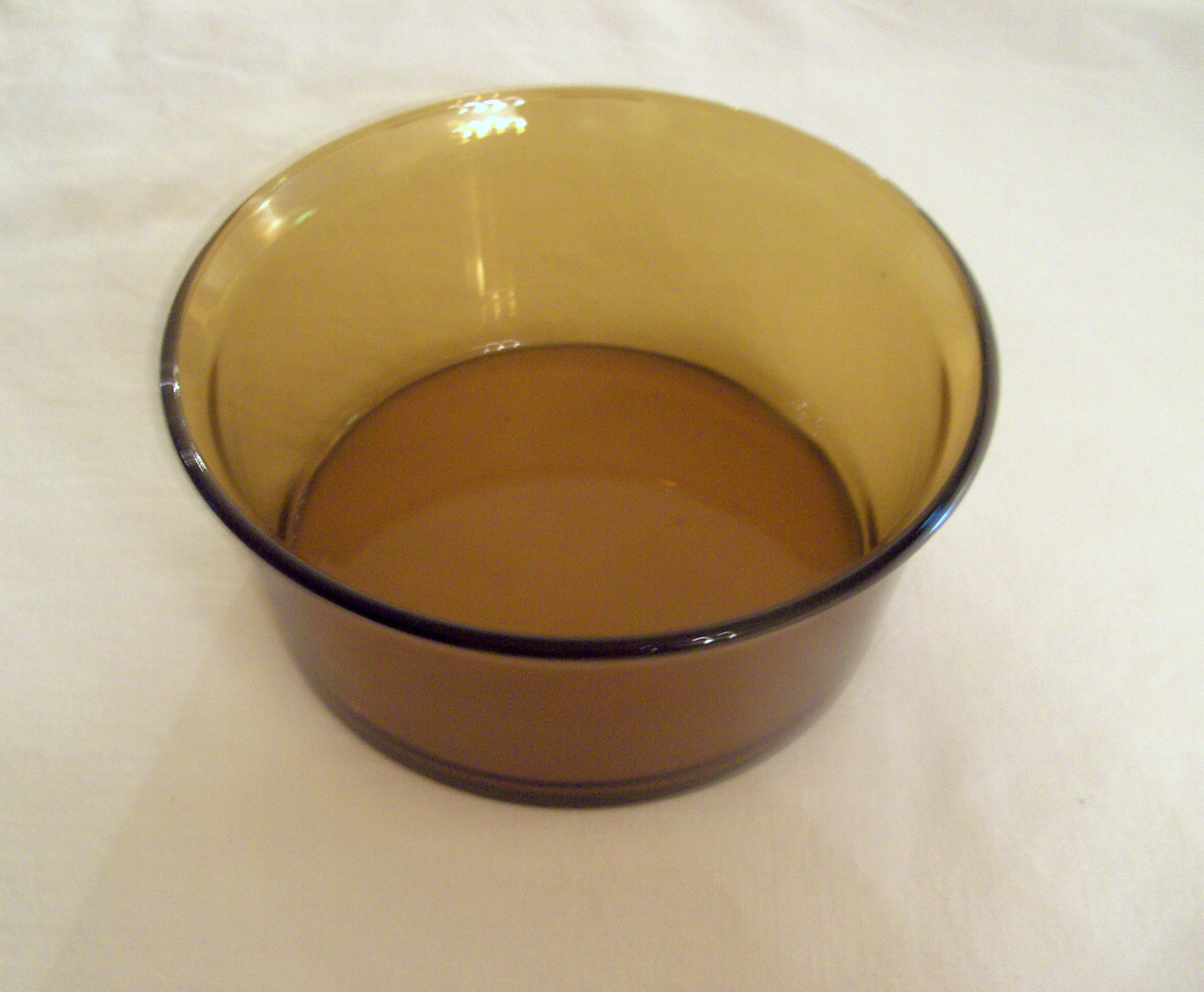
Arcopal casseruola

L'Arcopal  è un vetro opalino borosilicato bianco, sviluppato nel 1958 dalla Verrerie Cristallerie d'Arques, ora denominata Arc International. La sperimentazione e lo sviluppo di questo materiale diedero origine a quella che viene considerata la rivoluzione industriale della vetreria, in quanto rappresentò la prima fabbricazione automatizzata di un vetro opale.
Questo vetro presenta una colorazione simile alla porcellana, ottenuta grazie all'addizione nella miscela di fluoro, che produce la caratteristica tonalità opalino, spesso in aggiunta a smalti ceramici per aumentare la resistenza. Allo stesso tempo l'Arcopal, insieme con i cosiddetti vetroceramica (come ad esempio il Pyrex), garantisce qualità prestazionali superiori, come l'assenza di porosità e igroscopicità, un alto calore specifico rispetto all'irraggiamento termico e una elevata resistenza meccanica. L'insieme di queste caratteristiche ha determinato una grande diffusione del materiale in ambito domestico, facendolo risultare particolarmente adatto all'uso in microonde, frigorifero o lavastoviglie.
Nel 1986 venne sostituito nella produzione industriale da Arcuisine, materiale trasparente od opaco rivestito con una superficie ultraresistente.